# Homopyralis
Homopyralis là một chi bướm đêm thuộc họ Noctuidae.